# 質點

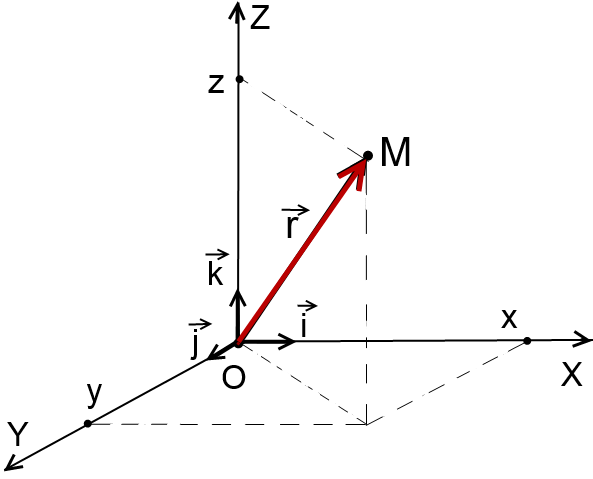
在笛卡尔坐标系中的质点

質点是一個有质量的点，在动力学中常用来代替物体。质点是一个物理抽象，也是理想化物體。

## 条件
要把物体看作质点，就要看所研究问题的性质，这与物体本身无关。所以，能否将物体看作质点至少需要满足其中之一：
- 若物体各个部分的运动情况相同，则它的任何一点的运动都可以代表整个物体的运动。[1] 即物体只发生平动，不发生转动、形变。
- 物体虽然有转动、形变，但在某些具体问题中可以忽略或不考虑。
- 物体的形状、密度分布可以忽略。
- 物体的尺寸远小于其运动的范围。

例如：
- 研究一架飛機在地球中的飛行軌跡，則可以將飛機視為一個質點，从而简化问题。而我们研究轮胎的运动时，轮胎各部分的运动状态是不同的，所以并不能将轮胎当作质点。[1]
- 一個球型、對稱的物件的外部引力場，跟一個質量和該物件相等、在該球形物件的中心的質點的引力場一樣。在研究外部的其他物体对该物体的引力时，可以讲其当作质点。如果是某个较小的物体位于另一个较大的空心物体内部，由于较大物体的质量分布在较小物体的四周，故较小物体受到的引力应等于源自其四周引力的矢量和。

## 质点系
在需要考虑多个质点的动力学问题时，通常把多个质点看做整体，即“质点系”。其中，把质点系内部质点间的相互作用力称为内力，把质点系外物体对质点系内质点的作用力称为外力。用质点系分析的好处在于，内力在整体受力分析的时候能相互抵消，即矢量和为零；而外力对质点系的作用可以等效为外部作用于质点系质心的合力和合力矩。因此，使用质点系考虑问题的时候只需要分析外部作用于质点系质心的合力和合力矩，即可获知质点系以质心为代表的整体运动情况。
- 质点系的动量定理：质点系的动量对时间的导数等于合外力，表达式如下：

{\displaystyle {\frac {d\mathbf {p} }{dt}}=\sum _{i=1}^{N}\mathbf {F_{i}} }
- 质点系的角动量定理：质点系的角动量对时间的导数等于外部作用于该质点系质心的合力矩，表达式如下：

{\displaystyle {\frac {d\mathbf {L} }{dt}}=\sum _{i=1}^{N}{\mathbf {r_{i}} \times \mathbf {F_{i}} }}
- 质点系的动能定理：质点系的总动能的微分等于作用于质点系上的内力和外力所做元功的代数和。此时，内力的效果不可忽略。令{\displaystyle d\mathbf {r_{i}} }为该质点系质心相对参考系的位移，{\displaystyle d\mathbf {r_{ij}} }为质点{\displaystyle i}，{\displaystyle j}的相对位移，则表达式如下：

{\displaystyle d(\sum _{i=1}^{N}E_{k})=\sum _{i=1}^{N}\mathbf {F_{i}} \cdot d\mathbf {r_{i}} +\sum _{i,j=1,i\neq j}^{N}\mathbf {F_{ij}} \cdot d\mathbf {r_{ij}} }